# Sciron (mythologie)

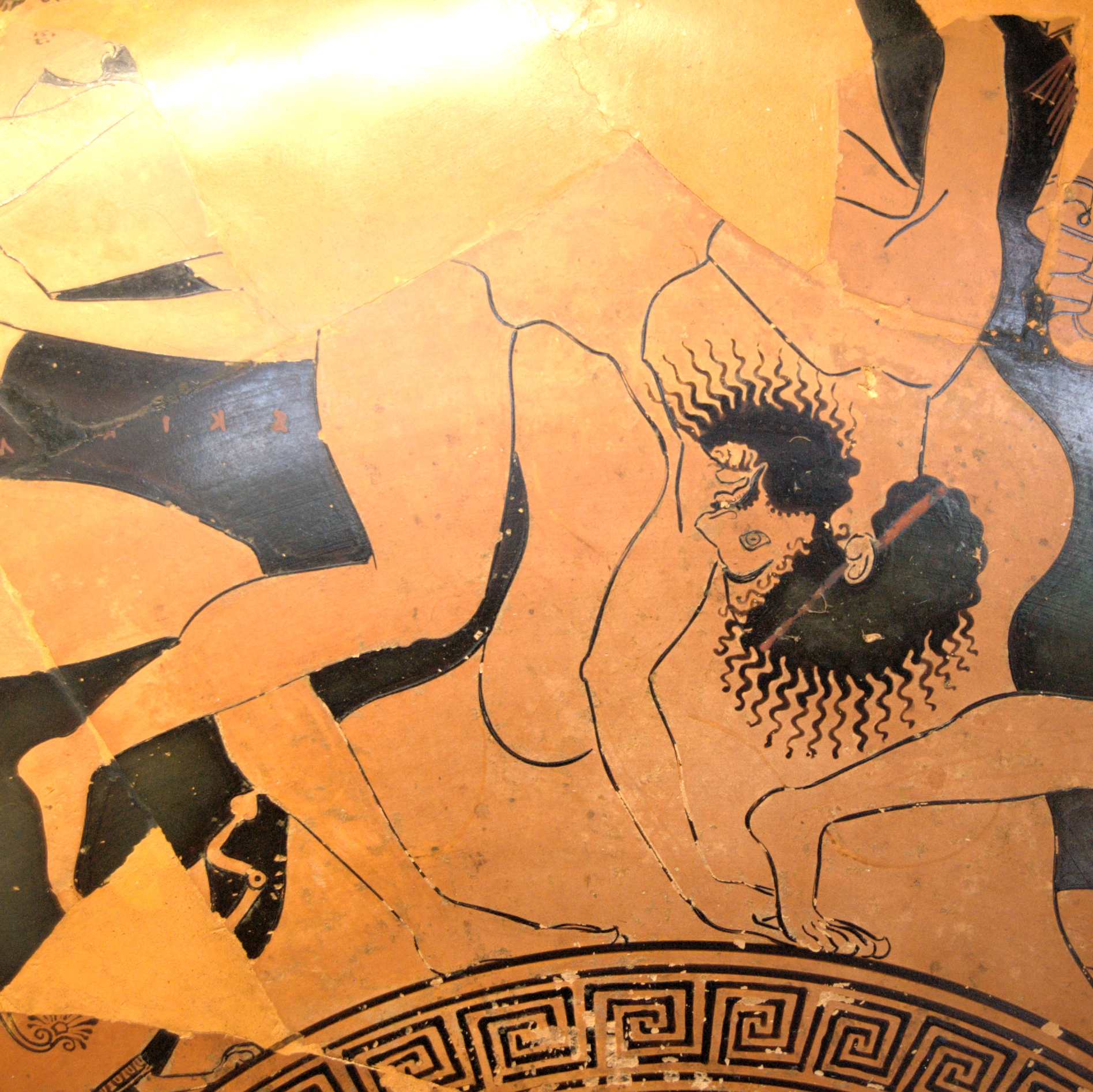
Verbeelding van Sciron.

Skiron (Oudgrieks Σκίρων / Latijn Sciron) was in de Griekse mythologie een legendarische schurk, een beruchte rover die de kustweg (naar hem Σκιρωνίς Ὁδός / Scironische Weg genoemd) van Athene naar Megara onveilig maakte.
Volgens de meest gangbare versie van de sage zou hij, gezeten op de naar hem genoemde rotsen (Σκιρωνίδες Πέτραι) de voorbijkomende reizigers gedwongen hebben zijn voeten te wassen, maar terwijl ze daar druk mee in de weer waren, gaf hij ze een fikse schop, zodat ze beneden in zee terechtkwamen, waar ze door een monsterachtige zeeschildpad, zijn troeteldier, werden opgevreten. Uiteindelijk zou de Attische koning Theseus op diens terugreis van Troezen naar Athene met hem afgerekend hebben, en hem van hetzelfde laken een pak hebben bezorgd.
In Megara daarentegen hield men de gruwelverhalen over Sciron voor lasterpraatjes van aartsrivaal Athene. Integendeel: hij gold er als een groot weldoener, die ooit de kustweg had aangelegd.
Wat Scirons afkomst betreft waren afwijkende verhalen in omloop. Meestal wordt hij voor een Corinthiër gehouden en een zoon van Poseidon óf ook wel voor een zoon van Pelops.